# Falha geológica

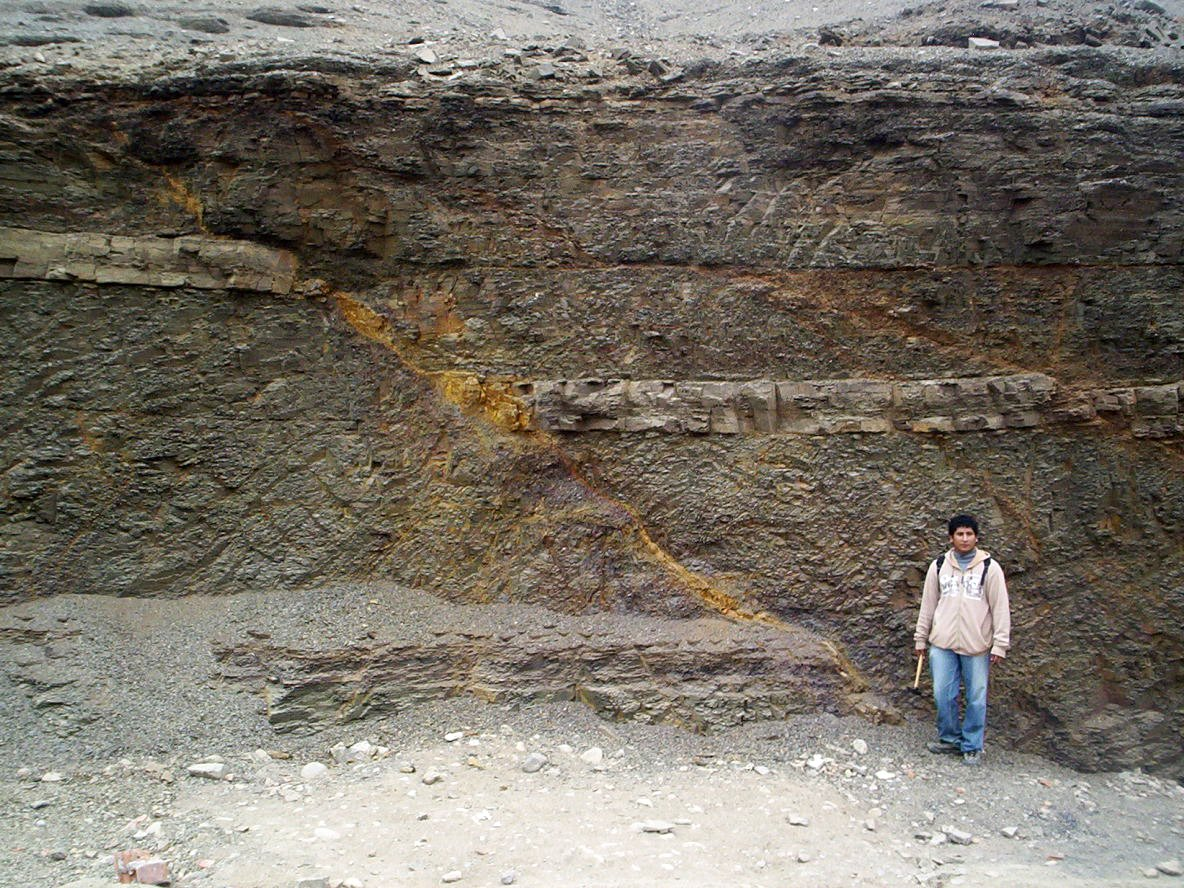
Falha normal na Formação La Herradura, Morro Solar, Peru. A quebra de continuidade na camada mais clara de rocha imediatamente acima da pessoa mostra o deslocamento da falha.

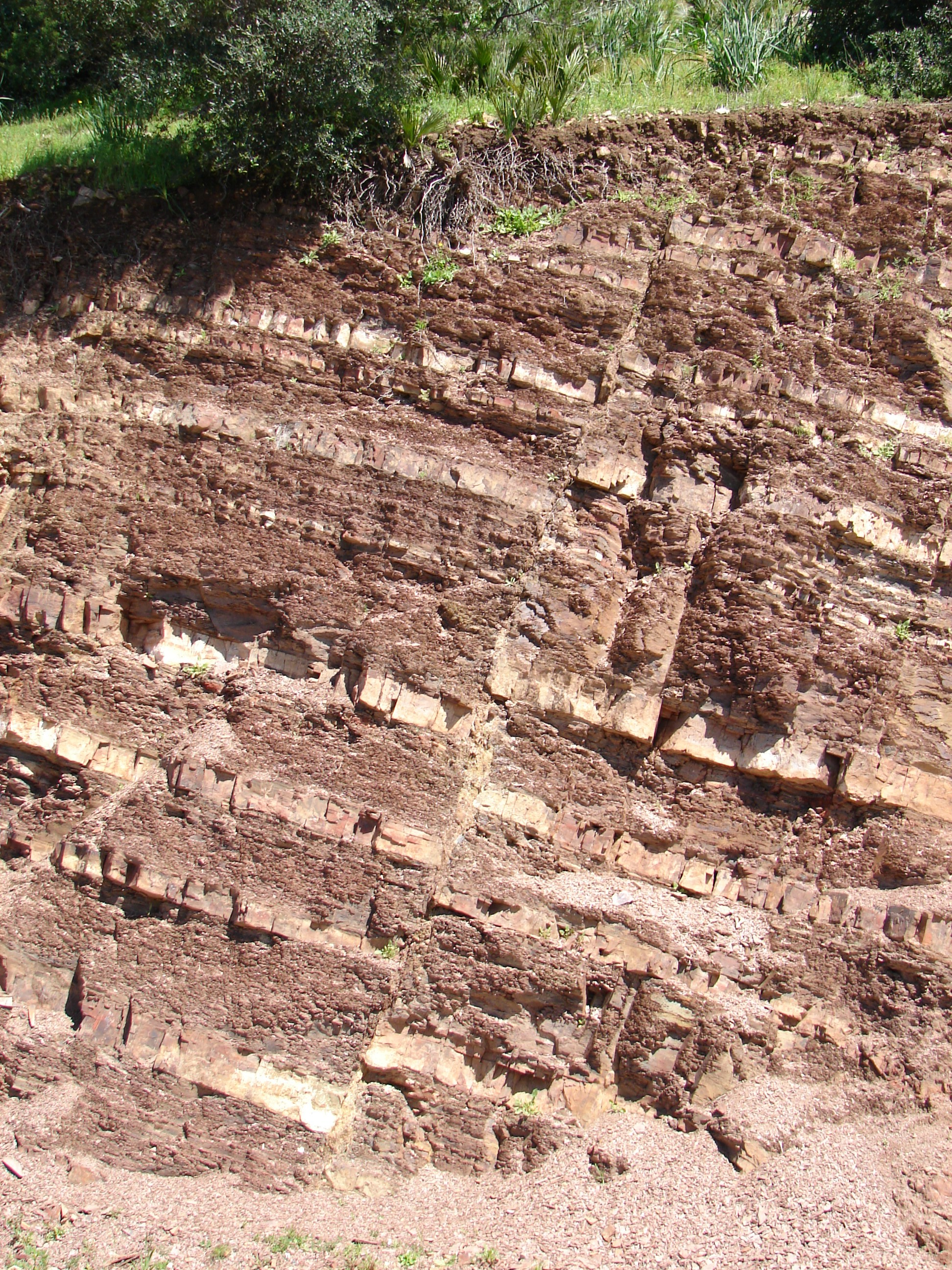
Uma falha em Marrocos. O plano de falha é a linha de inclinação acentuada para a esquerda no centro da fotografia, que é o plano ao longo do qual as camadas de rocha à esquerda deslizaram para baixo, relativamente às camadas à direita da falha.

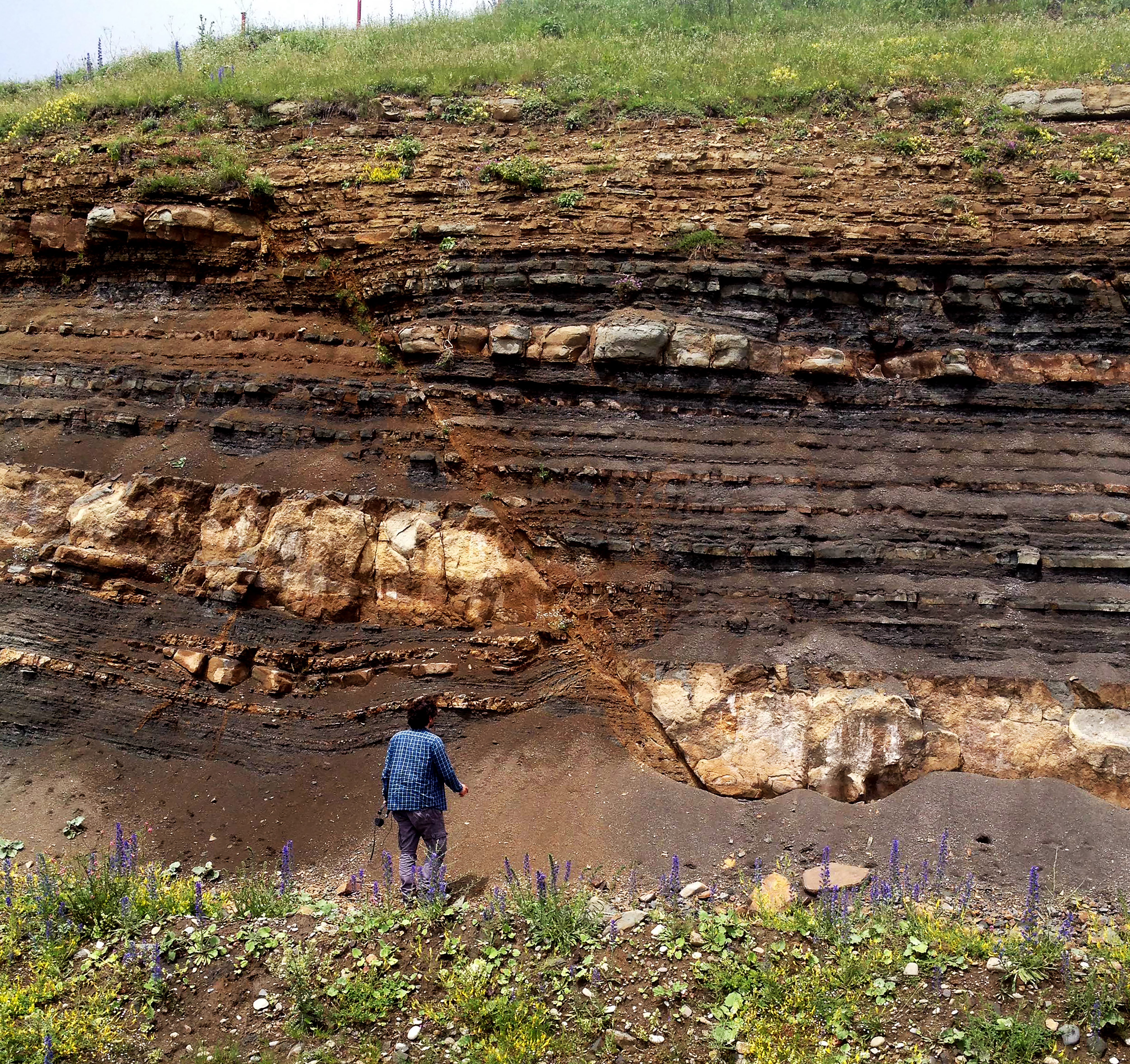
Uma falha normal perto de Tblisi, na Geórgia. As camadas de rocha à direita do plano de falha se moveram para baixo em relação às camadas de rocha à esquerda.

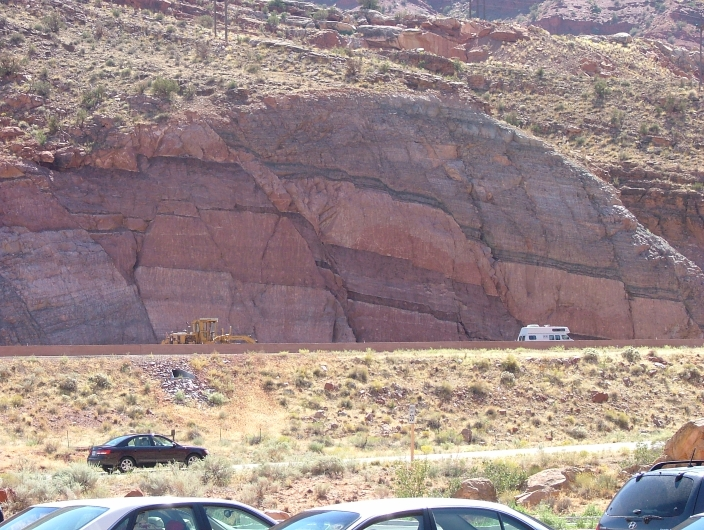
Falha normal de Moab, em Moab, Utah

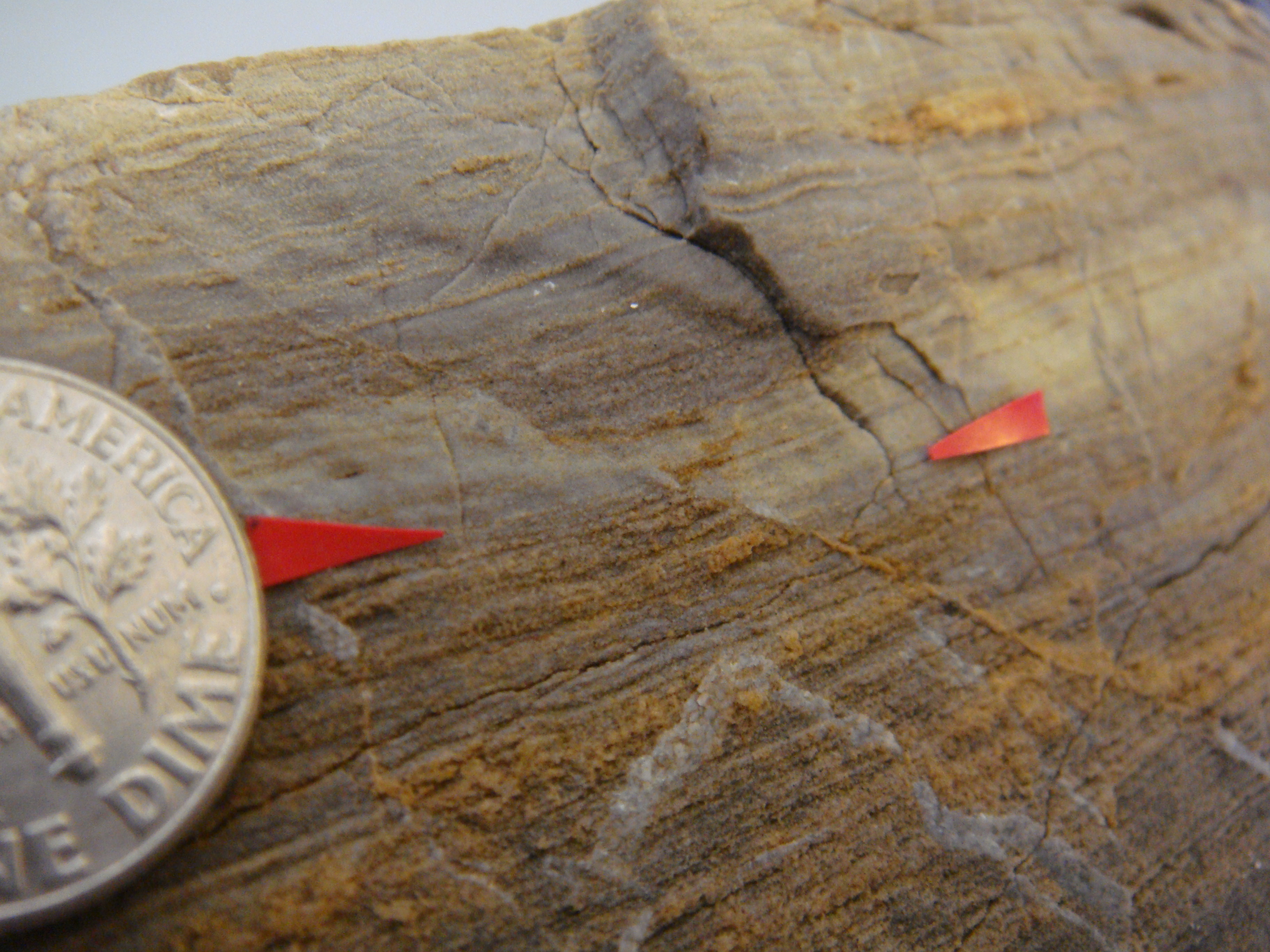
Microfalha que mostra um ponto de perfuração (o diâmetro da moeda é 18 mm).

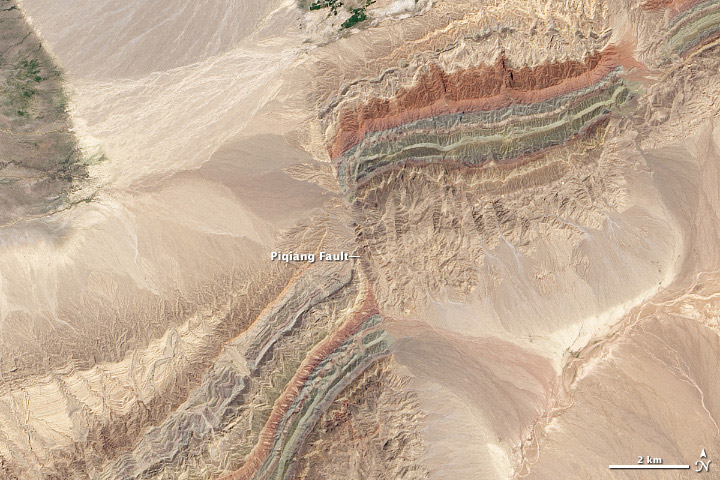
Imagem de satélite de uma falha no deserto do Taclamacã, Ásia Central. As duas cristas coloridas (em baixo à esquerda e em cima à direita) costumavam formar uma única linha contínua, mas foram separadas pelo movimento relativo dos blocos ao longo do plano da falha.

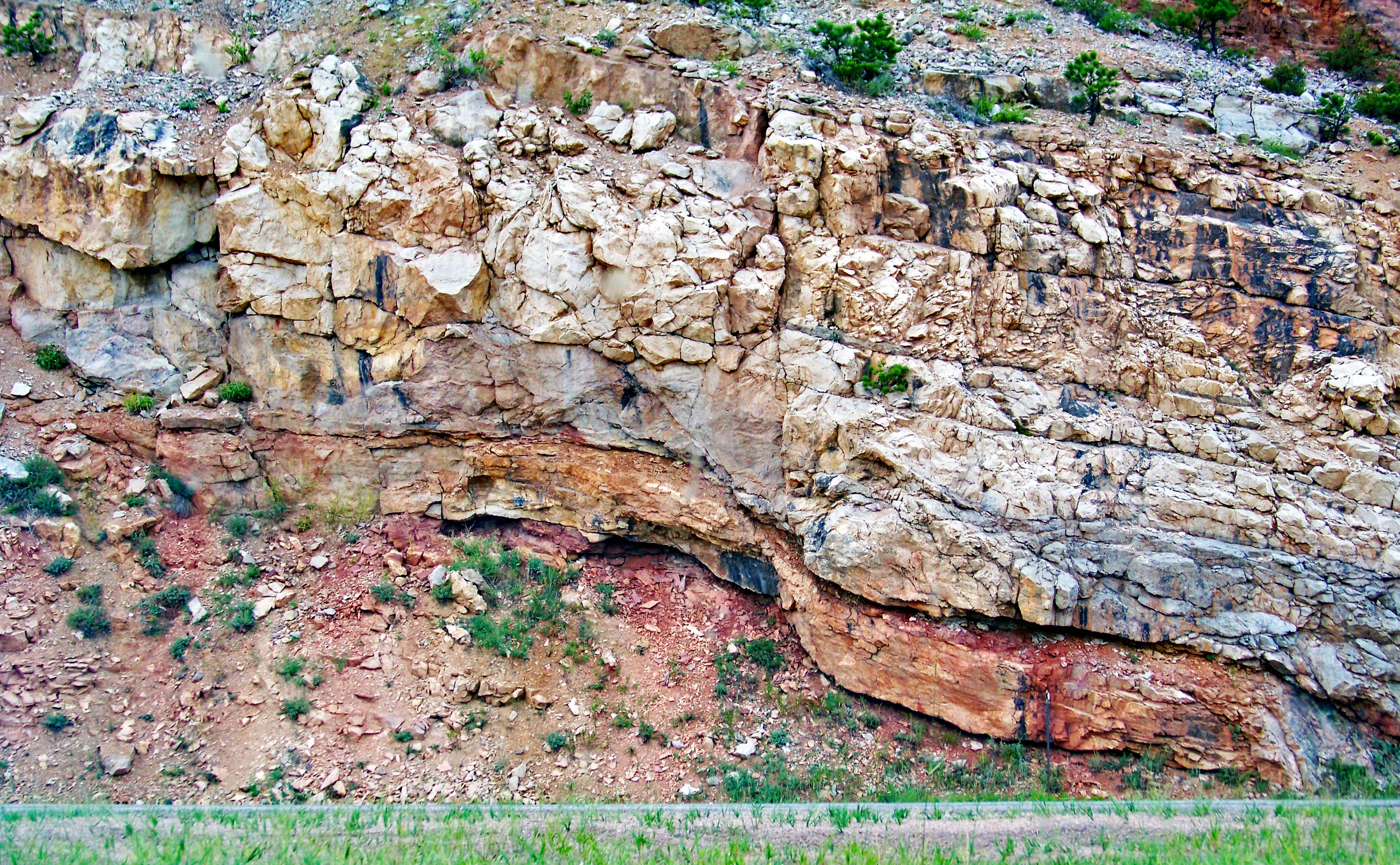
Falha normal e dobras de arrasto (flancos orientais das Montanhas Bighorn, Wyoming, EUA)

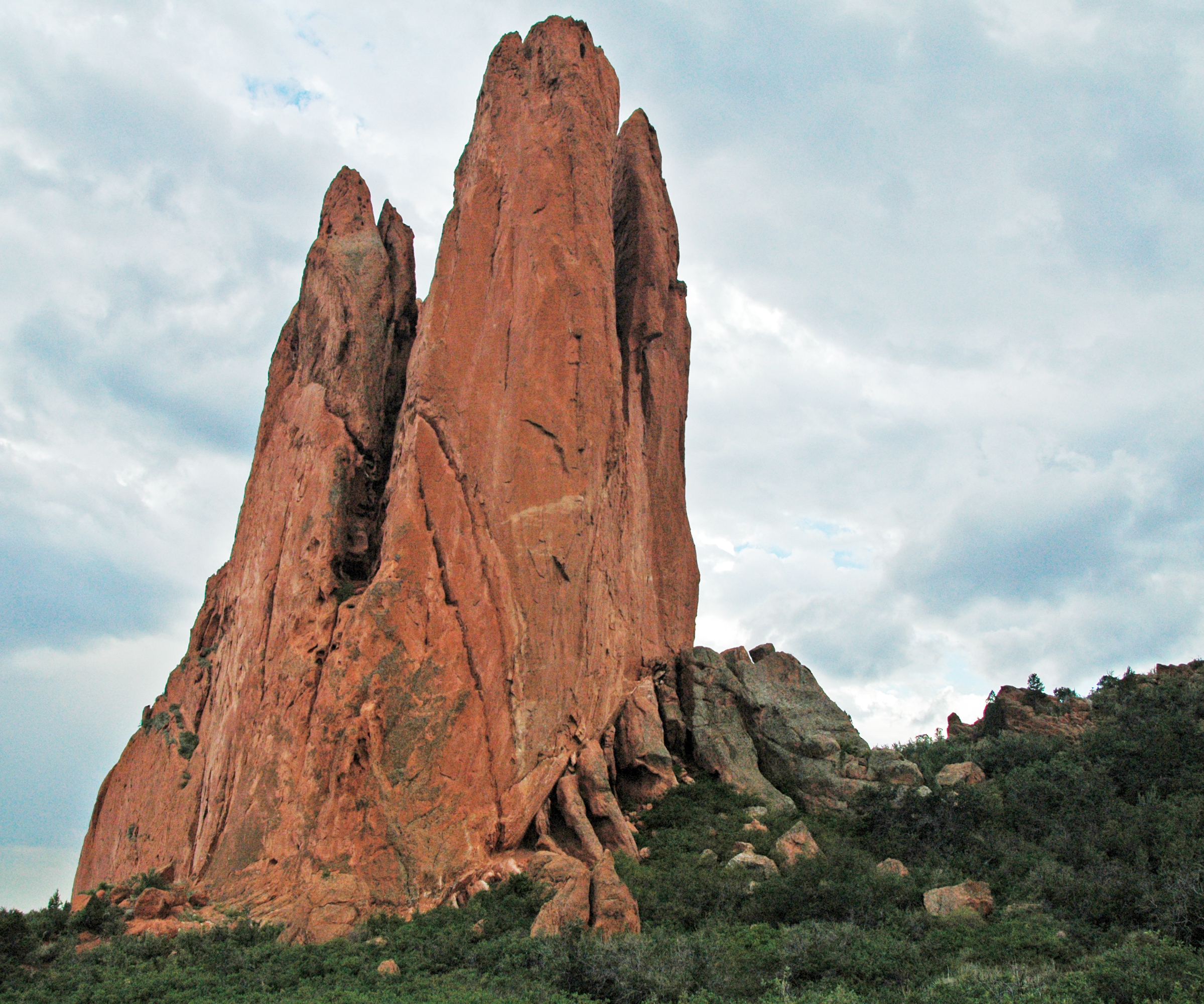
Falha inversa em Lyons Sandstone sobre Fountain Formation (Garden of the Gods, Colorado Springs, Colorado)

Falha, por vezes também chamada falha geológica, falha tectónica, falha tectônica ou paraclase, é a designação dada em geologia estrutural a uma fractura ou descontinuidade numa massa de rochas da  crosta terrestre (por vezes estendendo-se até aos 200–300 km de profundidade em zonas de subducção) ao longo de cuja superfície, designada por plano de falha, ocorreu um deslocamento significativo em resultado do movimento relativo dos blocos de rocha situados em lados opostos da fractura. Embora essas superfícies tendam a ser planares, podem ser significativamente curvilíneas. As grandes falhas resultam da ação das forças da tectónica de placas, sendo que as maiores formam as fronteiras entre as placas, como as falhas de mega-atrito das zonas de subducção e os riftes, ou são falhas transformantes perpendiculares às dorsais oceânicas. A libertação de energia associada a movimentos rápidos em falhas ativas é a causa da maioria dos sismos. As falhas também podem deslocar-se lentamente, por deslizamento assísmico.

## Descrição
Na sua versão mais simples, uma falha geológica é uma fratura nos materiais rochosos que constituem uma determinada estrutura geológica, dando origem a uma superfície, em geral designada por plano de falha, através da qual é produzido o deslocamento relativo dos blocos situados em lados opostos do plano de fratura. O deslocamento de um dos blocos, ou de ambos, é condição necessária para a existência de uma falha, já que as fraturas ou fendas sem deslocamento relativo não são denominadas falhas, mas sim diaclases ou juntas.
A formação de uma falha depende, em última instância, da natureza das rochas, concretamente do seu limite de plasticidade, e das forças geradoras dos esforços presentes, com maior frequência esforços de distensão crustal, embora as falhas também possam ser produzidas por compressão ou por deslizamento lateral. Quando o esforço não é muito intenso, ou quando o limite de plasticidade das rochas é elevado (sendo nesse caso a rocha considerada dúctil), será mais provável a produção de uma dobra em vez de uma falha. Pelo contrário, quando os esforços são muito intensos, ou se as rochas apresentarem baixa plasticidade (sendo nesse caso a rocha considerada rúptil ou frágil), é formada uma falha.
As falhas geológicas apresentam tamanhos que variam de centímetros a centenas de quilómetros, ou mesmo milhares de quilómetros nas falhas que correspondem aos limites de placas tectónicas e aos riftes ou no caso das grandes falhas transformantes associadas às dorsais oceânicas.
O estudo das falhas constitui um dos objectos relevantes da geologia, da geomorfologia e da mecânica das rochas, o que levou ao desenvolvimento de um importante corpo científico, com milhares de estudos sobre os processos que originam as falhas (por vezes referidos como o mecanismo de falhamento), a mecânica da sua génese e desenvolvimento e as suas características morfológicas e evolutivas. Associado a este campo de estudo surgiu um vocabulário específico, descrevendo os processos e a morfologia, bem como um vasto conjunto de conceitos associados. Sendo as massas rochosas estruturas rúpteis, a geração de falhas e o seu movimento súbito é também um dos objectos da sismologia.

### Mecanismos geradores das falhas
A formação de falhas, ou falhamento, é o conjunto de processos geológicos que conduzem à formação de uma falha, causado por forças de distensão (ou extensão), de compressão e de deslizamento lateral que produzem nas rochas e nas camadas geológicas tensões de corte (também designadas por tensões de cisalhamento) superiores à sua capacidade de deformação viscoelástica. Com o movimento e deformação das massas rochosas há acumulação energia sob a forma de tensões no interior das rochas; quando essas tensões superam a resistência das rochas, a energia é liberada na forma de um movimento súbito dessas rochas, que geralmente é concentrado ao longo de um plano específico na crosta terrestre, dando origem a rupturas e à formação das falhas..
A deformação que leva ao falhamento ocorre de forma acumulada ou instantânea, dependendo da reologia da rocha. A crosta inferior e o manto são mais dúcteis pelo que tendem a acumular deformação gradualmente através do cisalhamento, enquanto a crosta superior, menos dúctil e por isso mais frágil, reage por fratura, em geral com a libertação instantânea das tensões, resultando em movimento ao longo da falha. Uma falha em rochas dúcteis pode também libertar energia instantaneamente quando a taxa de deformação for demasiado elevada, excedendo a capacidade de deformação da massa rochosa.
Devido ao atrito e à rigidez das rochas constituintes, os dois lados de uma falha nem sempre podem deslizar ou fluir facilmente um sobre o outro e, por isso, ocasionalmente todo o movimento cessa. As regiões de maior atrito ao longo de um plano de falha, onde este fica bloqueado, são designadas por asperidades. A tensão acumula-se quando uma falha está bloqueada e, quando atinge um nível que excede o limiar de resistência ao cisalhamento, a falha rompe-se e a energia de tensão angular acumulada é libertada em parte sob a forma de ondas sísmicas, originando um sismo. Na realidade, a resposta de cada rocha à ação de forças pode ser uma dobra ou uma falha, sendo em geral o processo determinado pela profundidade: se a rocha estiver em zona rúptil, menos profunda, forma-se uma falha; porém, se estiver em zona dúctil, numa região mais profunda, tende a formar uma dobra.

### Falhas ativas e falhas inativas

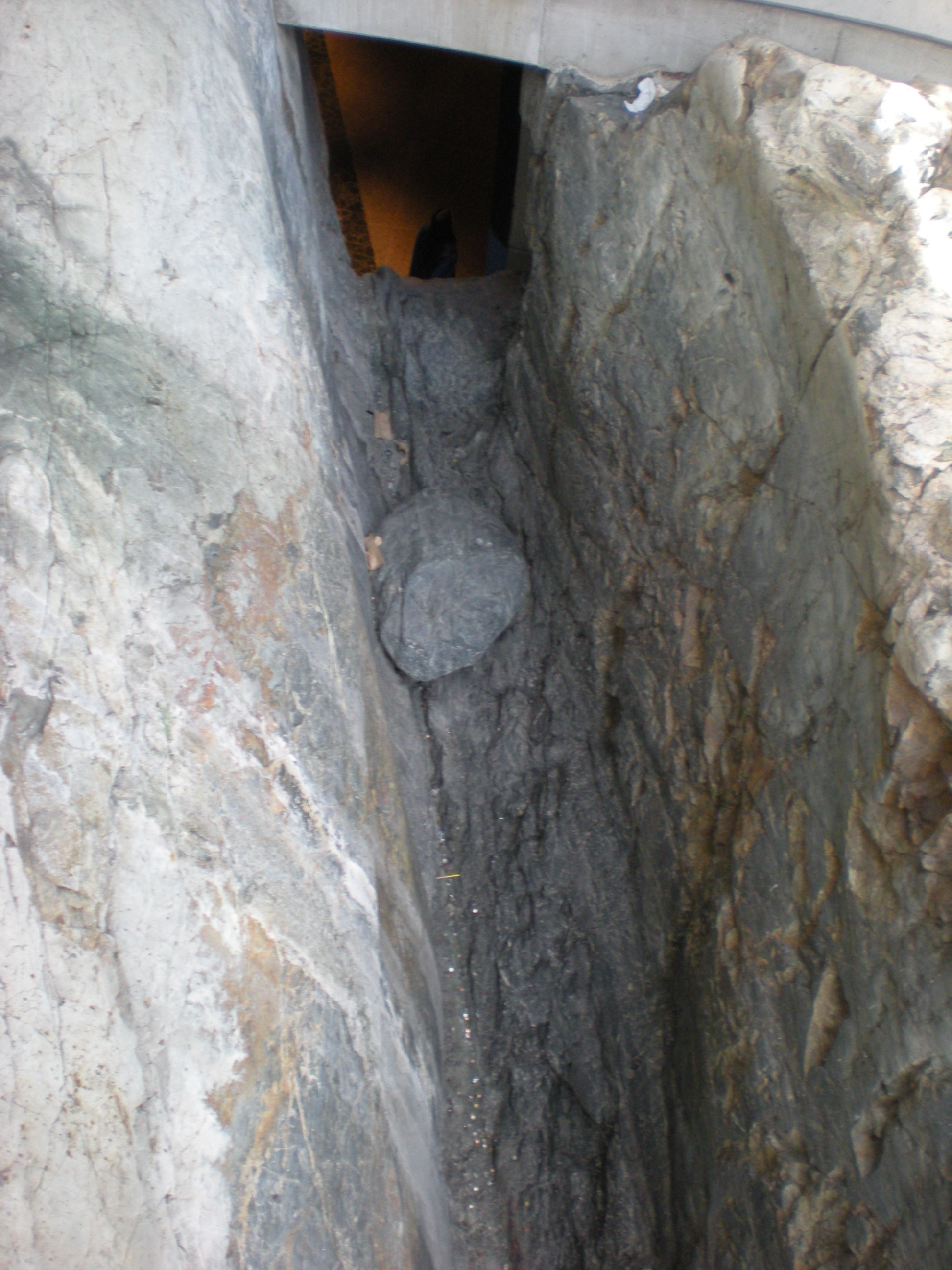
Falha inativa de Sudbury em Sault Ste. Marie, Ontário do Norte, Canadá

Uma falha geológica é considerada ativa quando mostra evidências de movimentos recentes (alguns autores consideram ativas as falhas com movimentos durante os últimos 1,8 milhôes de anos), em geral por deformação de materiais que podem ser datados do Quaternário. Algumas falhas ativas estão ligadas a movimentos tectónicos, incluídas em formações que continuam em pleno movimento e transformação. O deslizamento pode ser súbito, em forma de saltos, o que dá lugar a sismos, seguido de períodos de inatividade, ou ser lento e contínuo, apenas detectável por instrumentos. Os sismos mais importantes de que há registo tiveram origem em saltos de 8 a 12 m ao longo de falhas sujeitas a grandes pressões tectónicas.
Falhas que há muito deixaram de se movimentar, por desaparecimento do mecanismo de falhamento ou por formação de outras falhas que absorvam as tensões, são consideradas inativas. As falhas inativas podem ser reativadas devido a mudanças no ambiente geológico onde se inserem, nomeadamente em resultado de grandes sismos, de alterações na pressão ou nível em aquíferos ou fluidos geotérmicos ou devido a grandes aumentos ou diminuições de carga, nomeadamente em resultado da criação de grandes albufeiras ou o vazamento de lagos.

## Elementos de uma falha

### Rejeito da falha
Embora as falhas possam assumir uma grade diversidade morfológica e várias ordens de grandeza de dimensão (de centímetros a milhares de quilómetros), ainda assim uma falha é caracterizada por três parâmetros espaciais essenciais: (1) o rejeito (slip); (2) o rejeito horizontal aparente (heave); e (3) o rejeito vertical aparente (throw).
O rejeito da falha (ou slip) é o deslocamento entre dois pontos originalmente contíguos ao longo do plano de falha, definido como o movimento relativo das características geológicas presentes em ambos os lados do plano de falha. O sentido de rejeito de uma falha é definido como o movimento relativo da rocha de cada lado da falha em relação ao outro lado. O rejeito pode ser avaliado por um sentido (rejeito relativo) de movimentação relativa dos blocos de falha ou por um vetor absoluto de deslocamento (rejeito absoluto), neste último caso apenas quando se esteja na posse de elementos que permitam medir a distância final entre pontos originalmente contíguos no plano de falha. O sentido do rejeito pode ser determinado por marcas impressas nas rochas dos dois lados do espelho de falha, tais como estrias ou ranhuras, caneluras ou ressaltos.
Ao medir a separação horizontal ou vertical dos blocos, o rejeito, é possível determinar as suas componentes vertical e horizontal. A projeção do deslocamento da falha ao longo da componente horizontal do rejeito é designada por «rejeito horizontal aparente» (heave), enquanto a componente vertical da separação é designada por «rejeito vertical aparente (heave).
O vetor de deslizamento pode ser avaliado qualitativamente através do estudo de qualquer dobragem por arrastamento dos estratos, que possa ser visível em ambos os lados da falha. A dobragem por arrastamento é uma zona de dobragem perto de uma falha que provavelmente surgiu em resultado da resistência por fricção ao movimento na falha.
A direção e a magnitude do alçamento e do lançamento só podem ser medidas encontrando pontos de intersecção comuns em ambos os lados da falha (designados por ponto de perfuração ou piercing point). Na prática, normalmente só é possível encontrar a direção de escorregamento das falhas e uma aproximação do vetor de alçamento e de lançamento.

### Terminologia
A terminologia descritiva usada na caracterização de uma falha é rica e variada, por vezes incluindo vasta sinonímia. As definições seguintes incluem os termos mais comuns em uso no espaço lusófono:
- Zona de falha — tradicionalmente significa uma série de falhas subparalelas ou superfícies de deslizamento próximas o suficiente umas das outras para definir uma zona.[16][17][18]  No entanto, o termo também é utilizado para designar a zona de rocha esmagada, quando apresente largura significativa, presente ao longo de uma única falha.[19] O movimento prolongado ao longo de falhas estreitamente espaçadas pode esbater a distinção, uma vez que a rocha entre as falhas é convertida em lentes de rocha ligadas a falhas e depois progressivamente esmagadas.[20]
- Designação dos blocos — numa falha inclinada, a existência de um nível de referência em ambos os blocos permite classificar a falha com base no seu movimento relativo.[21] Os dois lados de uma falha não vertical são conhecidos como «parede suspensa» e «parede do pé». A parede suspensa ocorre acima do plano de falha e a parede do pé ocorre abaixo dele.[22] Esta terminologia tem origem na exploração mineira: quando se trabalha um corpo de minério tabular, o mineiro fica com a «parede do pé» debaixo dos pés e com a «parede suspensa» por cima.[23] Noutra designação os blocos superior e inferior são denominados, respetivamente, capa ou teto e lapa ou muro. Estes termos são importantes para distinguir os diferentes tipos de falhas de deslizamento: falhas inversas e falhas normais. Numa falha inversa, a parede suspensa desloca-se para cima, enquanto numa falha normal a parede suspensa desloca-se para baixo. A distinção entre estes dois tipos de falhas é importante para determinar o regime de tensão do movimento da falha:
  - Bloco superior, lábio levantado, capa, teto ou parede suspensa — corresponde ao bloco situado acima do plano de falha.[21]
  - Bloco inferior, lábio fendido, lapa, muro ou parede do pé — corresponde ao bloco situado abaixo do plano de falha.[21]
- Plano de falha — o plano que representa a superfície de fratura de uma falha e ao longo da qual se distribuem os blocos que se separam na falha. A sua inclinação pode variar entre 0° e 90°.[6][24][25] Com frequência, o plano de falha apresenta estriação, com estrias originadas pelo atrito entre os dois blocos, pois é ao longo desta superfície, não necessariamente plana, que a formação rochosa sofre fractura e desliza.
- Traço de falha ou linha de falha —  local onde a falha pode ser vista ou mapeada na superfície. Um traço de falha é também a linha habitualmente traçada nos cartas geológicas para representar uma falha.[26][25][27]
- Estria de falha  — estria de atrito desenvolvida no plano de falha. A orientação das estrias permite deduzir o tipo de movimento ocorrido, sendo comum a falha exibir uma superfície brilhante, conhecida como espelho de falha ou slickenside.[21]
- Escarpa de falha  —  escarpa de falha é a parte exposta da falha na topografia. Porém, a escarpa de falha original pode ser erodida, aparecendo no seu lugar uma escarpa de recuo de falha.[21] O termo é também utilizado para designar a distância entre as superfícies dos dois blocos, tomada em medida na direção vertical.
- Espelho de falha (ou slickenside) — superfície brilhante desenvolvida ao longo do plano de falha por polimento devido ao atrito entre blocos. O termo também é utilizado para designar genericamente a superfície plana, ainda que com leve declive, que se projeta ao largo da escarpa da falha mesmo quando não polida pelo atrito.[10]
- Direção da falha — ângulo que forma uma linha horizontal contida no plano de falha com a extremidade norte-sul da falha.[10]
- Encostada da falha — ângulo formado pelo plano de falha com a horizontal.
- Dobra de arrasto ou arrasto — encurvamento de camadas ou de planos geológicos de um lado e outro da falha devido ao atrito durante o deslocamento dos blocos situados nos lados opostos do plano da falha;
- Salto de falha — distância entre um determinado ponto de um dos blocos e o correspondente ponto de continuidade geológica no outro bloco, medida ao longo do plano de falha.[10]
- Faceta triangular — espelho de falha que mostra o corte produzido numa estrutura elevada quando a falha se apresenta perpendicularmente à elevação. Nesse caso tanto o espelho de falha como a parte exposta do plano de falha apresentam aspecto triangular, daí o nome.[10]
- Falhas metamórficas — são falhas exteriores sobrepostas;[10]
- Falhas sintéticas e falhas antitéticas — os termos sintético e antitético são utilizados para descrever falhas menores associadas a uma falha principal. As falhas sintéticas mergulham na mesma direção que a falha principal, enquanto as falhas antitéticas mergulham na direção oposta. Estas falhas podem ser acompanhadas por anticlinais de rollover (por exemplo, o estilo estrutural do Delta do Níger).

## Classificação das falhas

A: falha transcorrente; B: falha normal; C: falha inversa

As falhas são classificadas principalmente em termos do ângulo que o plano de falha faz com a superfície da terra, conhecido como a atitude da falha (em inglês strike and dip), e a direção do deslizamento ao longo do plano de falha. Em geologia, a determinação das coordenadas geológicas (strike e dip ou direção e mergulho) define a disposição espacial de uma estrutura planar com relação ao plano horizontal e à linha meridiana N-S verdadeira. Por convenção é a forma de medição utilizada para descrever a orientação do plano ou atitude planar de um elemento geológico. Nessa convenção, a direção ou deslocamento relativo (o strike) de um elemento geológico é o azimute de uma linha horizontal imaginada através do plano, dada pelo ângulo entre a linha N-S e a linha da interseção do plano geológico com o plano horizontal sempre referida ao N verdadeiro. O mergulho (o dip) é o ângulo de inclinação (ou ângulo de depressão) medido para baixo a partir da horizontal e definido pelo ângulo diedro entre o plano geológico e o plano horizontal (=mergulho real), e pelo quadrante para o qual mergulha o plano.

### Geometria das falhas
As falhas são classificadas de acordo com a sua geometria, definida pelo seu ângulo de mergulho e a direção do seu deslocamento relativo. Com base na direção do deslizamento, as falhas podem ser classificadas como:
- falha de rejeito direcional, falha de deslizamento ou falha transcorrente (strike slip fault) — o deslocamento é predominantemente horizontal, paralelo ao traço da falha, ou seja, os blocos deslocam-se predominantemente segundo a direção da falha. Este tipo de falhas podem ser dextrógiras ou levogiras, quando o movimento relativo dos blocos é, respetivamente, para a direita  ou para a esquerda, tomando como referência a direção do plano de falha;
- falha de rejeito de mergulho (dip slip fault) — os blocos deslocam-se perpendicularmente à direção (segundo o mergulho) da falha, ou seja, o deslocamento é predominantemente vertical e/ou perpendicular ao traço de falha;
- falha de rejeito oblíquo (oblique-slip fault) — os blocos deslocam-se obliquamente à direção e ao mergulho da falha, combinando deslizamento horizontal e deslizamento vertical (de mergulho);
- falha lístrica — semelhante a uma falha normal, mas com plano de falha curvo, mais acentuado perto da superfície, aplainando-se com o aumento da profundidade;
- falha anelar (ou falha em anel) — típica da periferia de uma caldeira vulcânica ou de uma cratera de impacto.

As falhas de rejeito de mergulho e de rejeito oblíquo, de acordo com o movimento relativo dos blocos, podem ser:
- falha normal ou falha de gravidade — o bloco superior se desloca no sentido do mergulho;
- falha inversa ou falha de empurrão — o bloco superior desloca-se sobre o inferior.

De acordo com o ângulo de mergulho do plano de falha durante o falhamento as falhas são classificadas como de grande ângulo (>50º em relação à vertical), de médio ângulo (30º a 50º em relação à vertical) ou de baixo ângulo (<30º em relação à vertical).

### Falhas de rejeito direcional (transcorrentes)

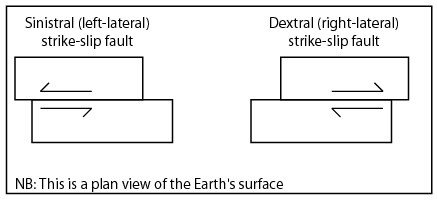
Ilustração esquemática dos dois tipos de falhas de deslizamento (vistos de cima)

Numa falha de rejeito direcional (também conhecida falha em rotura ou falha transcorrente), a superfície da falha (plano) é geralmente quase vertical e a parede do bloco inferior move-se lateralmente para a esquerda ou para a direita com muito pouco movimento vertical. Daí resulta que nas falhas direcionais ou transcorrentes o componente principal do deslocamento ocorre segundo a direção do plano de falha, com a movimentação entre blocos adjacentes sendo essencialmente horizontal, pelo que o mergulho do plano de falha é vertical a subvertical.
As falhas de deslizamento com movimento lateral esquerdo são conhecidas como falhas sinistrais (ou falha lateral esquerda) e as falhas com movimento lateral direito como falhas dextrais (ou falha lateral direita). Cada uma das direções é definida pela orientação do movimento do solo, tal como seria visto por um observador no lado oposto da falha. A direção dos movimentos resultam da direção das forças de cisalhamento que produzem a falha.
Uma classe especial de falha de deslizamento são as falhas transformantes, quando a falha forma um limite de placa. Esta classe está relacionada com um deslocamento num centro de propagação litosférica, como uma crista meso-oceânica, ou, menos comum, com a formação de um rifte no interior da litosfera continental, como o rifte do Mar Morto (ou transformante do Mar Morto ou Falha do Levante), no Médio Oriente, ou a Falha Alpina, na Nova Zelândia. As falhas transformantes são também designadas por fronteiras de placas conservantes, uma vez que nelas a litosfera não é criada nem destruída.
O exemplo mais famoso de falha transcorrente é a falha de San Andreas. A falha de San Andreas, de 1 300 km, atravessa a maior parte da Califórnia e separa a placa tectónica do Pacífico da placa norte-americana. É responsável por vários sistemas de falhas menores no oeste dos Estados Unidos. Outros exemplos de falhas transcorrentes incluem:
- Falha da Anatólia[necessário esclarecer] (Turquia) — entre as placas da Eurásia e da Anatólia;
- Falha Alpina (Nova Zelândia) — entre as placas do Pacífico e indo-australiana;
- Hayward Fault Zone (América do Norte) — transforma a fronteira entre as placas do Pacífico e da América do Norte; corre paralela à falha de San Andreas;
- Falha Kunlun (Tibete) — perto da borda da placa euro-asiática;
- Falha de Piqiang (China) — no encontro entre as placas Indiana e Euroasiática;
- Falha de Yammouneh (Líbano) — parte do sistema de falhas de Transformação do Mar Morto entre as placas árabe e africana.

### Falha de rejeito de mergulho

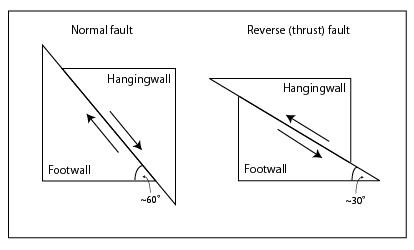
Ilustração em corte transversal de falhas de deslizamento normal e inverso

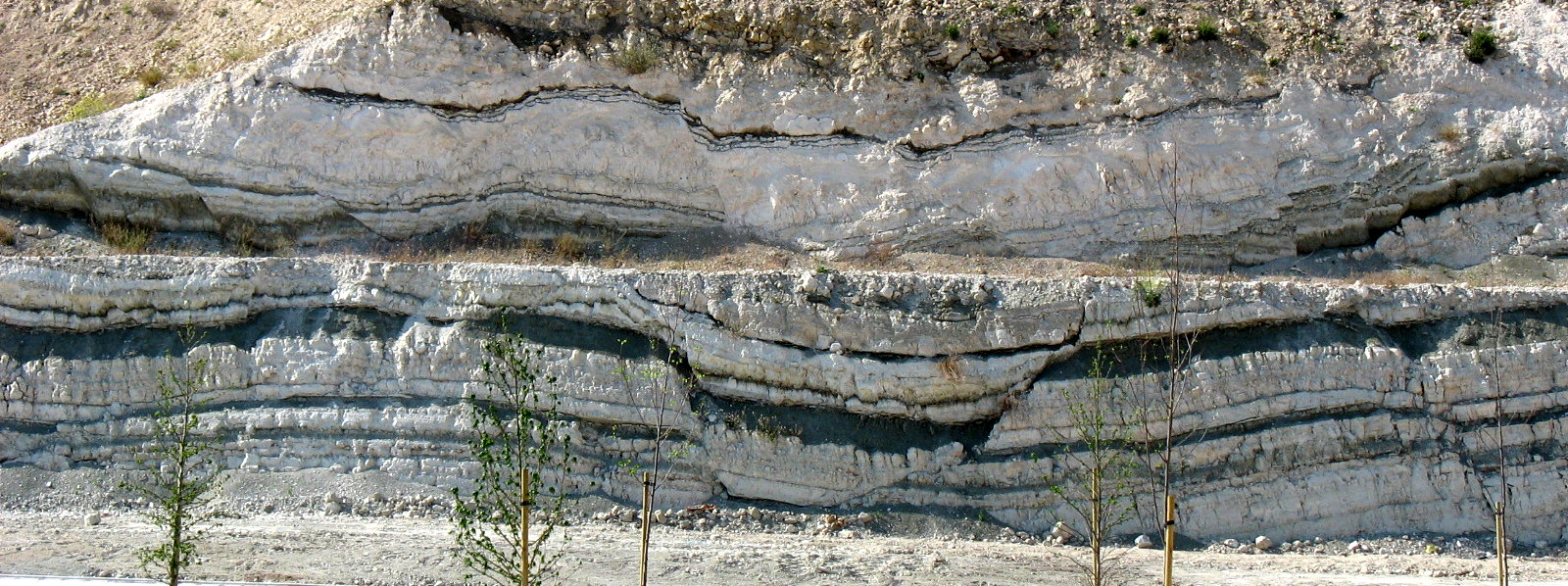
Falhas normais em Arganda del Rey, Espanha, entre as quais as camadas de rocha deslizaram para baixo (no centro da fotografia).

Falha de rejeito com dobra de arrasto

Nas falhas de mergulho os blocos deslocam-se perpendicularmente à direção de mergulho da falha. Consoante a posição relativa dos blocos, subdividem-se em falhas normais (ou falhas extensionais) e falhas inversas (ou falhas reversas).
Numa falha normal, a o bloco superior desloca-se para baixo, relativamente ao bloco inferior. Um bloco rebaixado entre duas falhas normais que mergulham uma na direção da outra é um designado por graben. Um bloco de relevo entre duas falhas normais que se afastam uma da outra é um horst. O dip da maioria das falhas normais é de pelo menos 60 graus, mas algumas falhas normais mergulham a menos de 45 graus. As falhas normais de baixo ângulo com importância tectónica regional podem ser designadas por falhas de descolamento.
Uma falha inversa é o oposto de uma falha normal. A parede suspensa move-se para cima em relação à parede inferior. As falhas inversas indicam um encurtamento compressivo da crosta. A terminologia «normal» e «inversa» vem da exploração mineira de carvão em Inglaterra, onde as falhas normais são as mais comuns.
Uma falha de impulso (ou falha de cavalgamento) tem o mesmo sentido de movimento que uma falha inversa, mas com o mergulho do plano da falha a menos de 45°. As falhas de impulso formam tipicamente rampas, planos e dobras de falha (parede suspensa e parede do pé).
Uma secção de um muro suspenso ou de um muro de pé onde uma falha de impulso se formou ao longo de um plano de acamamento relativamente fraco é conhecida como "plana" e uma secção onde a falha de impulso cortou para cima a sequência estratigráfica é conhecida como "rampa". Tipicamente, as falhas de empurrão movem-se "dentro" das formações formando planos e subindo secções com rampas. O resultado é que o plano da parede suspensa (ou uma parte dele) fica sobre a rampa da parede do pé, como mostra o diagrama de dobra de falha-dobra.
As dobras de dobra de falha são formadas pelo movimento da parede suspensa sobre uma superfície de falha não plana e são encontradas associadas tanto a falhas de extensão como de impulso.
As falhas podem ser reativadas mais tarde com o movimento na direção oposta ao movimento original (inversão de falhas). Assim, uma falha normal pode transformar-se numa falha inversa, e vice-versa.
As falhas de impulso formam nappes e klippes (ou ilhas tectónicas) nas grandes cinturas de impulso. As zonas de subducção são uma classe especial de falhas de impulso que formam as maiores falhas da Terra e dão origem aos maiores sismos.

#### Falha normal
Nas falhas normais (também chamada falha de gravidade), as rochas sobrepostas ao plano de falha movem-se para baixo em relação às rochas sotopostas, ou seja, a capa desceu em relação à lapa.
São falhas associadas principalmente com a tectônica extensional. Na escala global, elas ocorrem associadas às cadeias meso-oceânicas e às margens continentais do tipo Atlântico. São importantes na formação e evolução de bacias sedimentares, sendo comuns em regiões com deslizamentos de encostas e taludes.
São falhas em geral de alto ângulo em que o deslocamento e o esforço principal são verticais. As falhas normais são comumente associadas com estruturas como horsts (blocos elevados) e grabens (blocos rebaixados), que caracterizam regiões da crosta submetidas à extensão crustal. Alguns exemplos brasileiros são os grabens do vale do Paraíba do Sul, no Estado de São Paulo, Recôncavo, na Bahia, e o de Takutu em Roraima. Algumas falhas normais famosas incluem:
- Falha de Tbilisi (Georgia) - no encontro das placas Eurasiana e Arábica.
- Corinth Rift (Grécia) - trincheira marinha entre a Placa do Mar Egeu e a Placa da Eurásia
- Humboldt Fault Zone (América do Norte) - parte do Sistema de Rift Midwestern entre Nebraska e Kansas
- Falha de Moab (América do Norte) - zona de desfiladeiro e vale na placa norte-americana em Utah
- Falha de Sierra Nevada (América do Norte) - falha ao longo da borda leste da cordilheira de Sierra Nevada.
- Zona Sísmica do Vale Wabash (América do Norte) - série de falhas na placa norte-americana entre Illinois e Indiana.

#### Falha inversa
A falha inversa (também designada por falha de impulso, falha compressiva ou falha de empurrão) manifesta-se de forma oposta ao tipo de falha normal, com o teto deslocando-se por sobre o muro. O falhamento reverso ocorre em ambientes compressivos onde o esforço principal é horizontal, como em regiões onde uma placa está sendo subduzida sob outra. Uma falha inversa cujo ângulo é menor que 30° é denominada de falha de cavalgamento. As falhas de cavalgamento são frequentemente encontradas em cinturões de montanhas intensamente deformados. Algumas falhas reversas famosas incluem:
- Falha de Longmenshan (China) - falha de empurrão nas montanhas Longmen, entre as placas euro-asiática e indiana-australiana
- Falha Lusaciana (Lausitzer Verwerfung, na Alemanha) - falha de propulsão entre o vale do Elba e as montanhas dos Gigantes (Krkonoše ou Karkonosze);
- Falha de San Ramón (Chile) - parte do sistema de falhas de impulso andino oeste na base da cordilheira dos Andes;
- Sierra Madre Fault Zone (América do Norte) - falha de compressão entre as placas tectônicas do Pacífico e da América do Norte;
- Tacoma Fault (Washington) - parte do sistema Seattle Uplift entre a placa Juan de Fuca e a placa norte-americana.[35]

### Falha oblíqua

Falha de deslizamento oblíquo

Uma falha que tem uma componente de deslizamento por mergulho e uma componente de deslizamento por abatimento é designada por falha de deslizamento oblíquo.
Numa falha oblíqua os blocos deslocam-se obliquamente à direção e ao mergulho da falha em resultado de um cisalhamento em combinação com compressão ou extensão.
Quase todas as falhas têm uma componente de deslizamento por imersão e uma componente de deslizamento por abatimento; por isso, a definição de uma falha como oblíqua requer que ambas as componentes de imersão e abatimento sejam mensuráveis e significativas. Algumas falhas oblíquas ocorrem em regimes de rotura transtensional e rotura transpressional, e outras ocorrem onde a direção da extensão ou encurtamento muda durante a deformação, mas as falhas formadas anteriormente permanecem ativas.
O ângulo de hade é definido como o ângulo complementar do ângulo de mergulho; é o ângulo entre o plano da falha e um plano vertical paralelo à falha.

### Falha lístrica

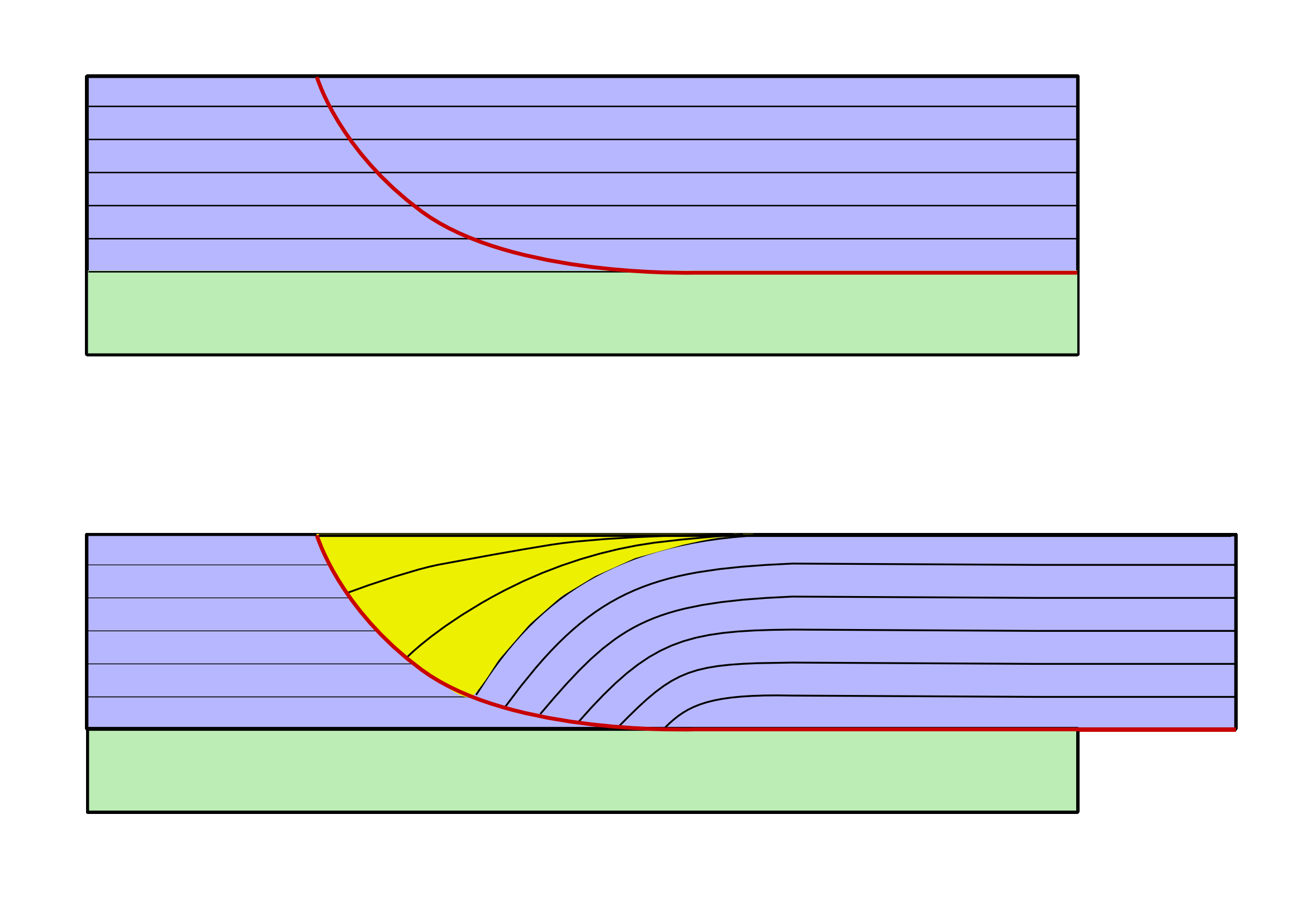
Falha lístrica (linha vermelha)

Uma falha lístrica é semelhante a uma falha normal, mas o plano de falha curva-se, sendo o mergulho mais acentuado perto da superfície e depois mais raso com o aumento da profundidade. O mergulho pode aplanar num décollement sub-horizontal, resultando num deslizamento sub-horizontal sobre um plano horizontal. Morfologicamente é uma falha gravitacional ou extensional curva com mergulhos variando de muito fortes, na parte mais alta, a sub-horizontais, na base, e com concavidade para cima onde desliza o bloco superior sobre o inferior.
O deslocamento do bloco superior é mais acentuado na parte alta, verticalizada, do que na parte horizontalizada, baixa, onde o atrito é maior, o que pode produzir estruturas em roll over dobradas em anticlinal no bloco superior, como é comum nas falhas de crescimento. As falhas lístricas são típicas de regimes extensionais com dimensões que vão desde as falhas localizadas até falhas regionais. São tipicamente as estruturas iniciais de processos de formação de um rifte podendo estender-se até à base da litosfera (à zona de transição para as astenosfera), quando esta sofra extensão.
A ilustração mostra o deslizamento da parede suspensa ao longo de uma falha lístrica. Quando a parede suspensa está ausente (como numa falésia), a parede inferior pode deslizar de forma a criar múltiplas falhas lístricas.

### Falha anelar (falha em anel)
As falhas em anel, também conhecidas como falhas de caldeira, são falhas que ocorrem no interior de caldeiras vulcânicas colapsadas e nos locais de impacto de grandes meteoritos, como a cratera de impacto da baía de Chesapeake. As falhas anelares são o resultado de uma série de falhas normais sobrepostas, formando um contorno circular. As fracturas criadas pelas falhas em anel podem ser preenchidas por diques em anel.

## Rochas produzidas em falhas

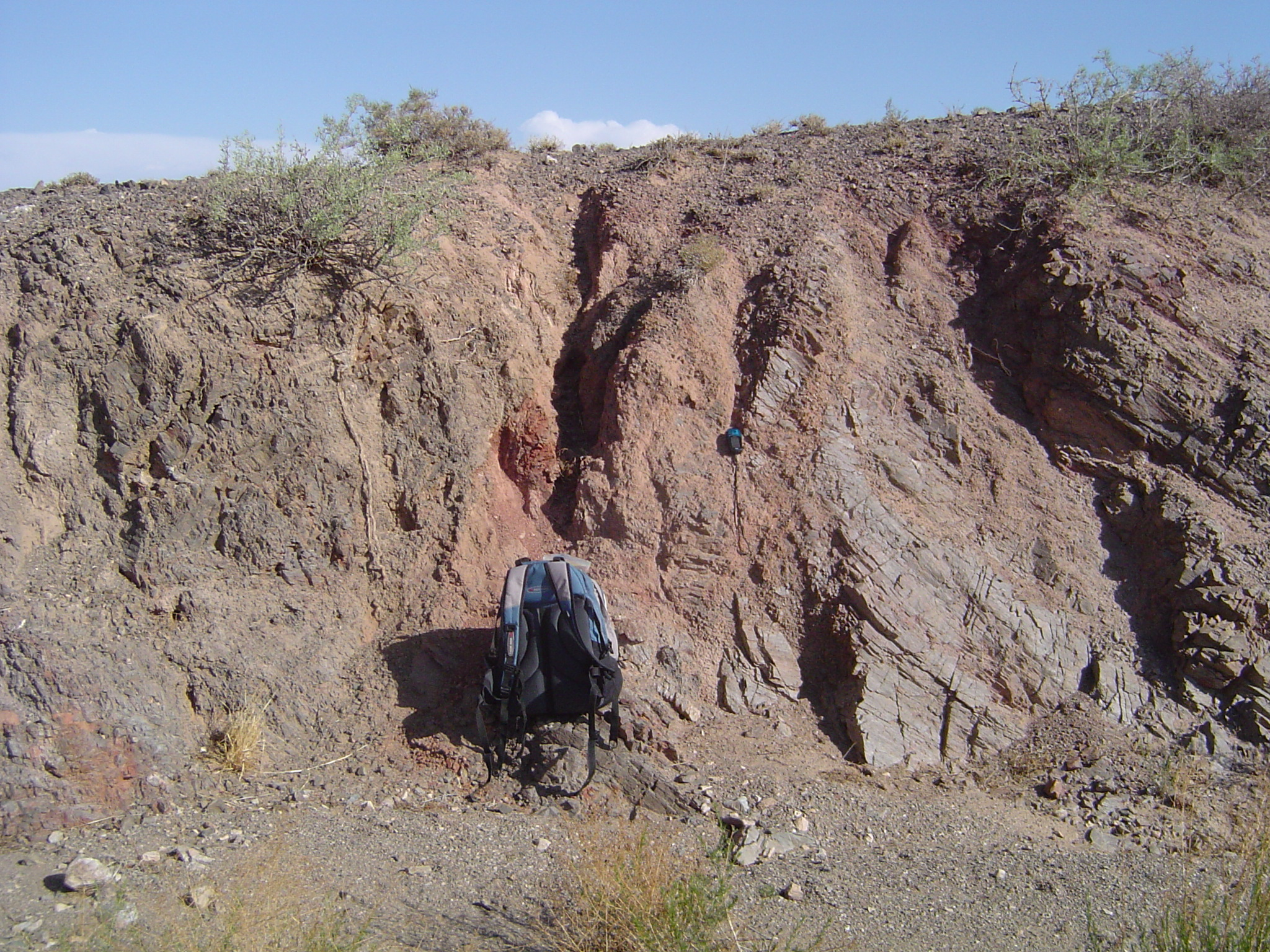
Farinha de falha de cor salmão e a falha associada separam dois tipos de rocha diferentes: à esquerda (cinzento escuro); e à direita (cinzento claro) no deserto de Gobi da Mongólia

Todas as falhas têm uma espessura mensurável, constituída por rocha deformada caraterística do nível da crosta onde ocorreu a falha, dos tipos de rocha afectados pela falha e da presença e natureza de quaisquer fluidos mineralizantes. As rochas de falha são classificadas pela sua textura e pelo mecanismo de deformação implícito. Uma falha que atravessa diferentes níveis da litosfera terá muitos tipos diferentes de rochas de falha desenvolvidas ao longo da sua superfície. A deslocação contínua por dip-slip tende a justapor rochas de falha com características de diferentes níveis crustais e com diferentes graus de sobreimpressão. Este efeito é particularmente evidente no caso das falhas de desprendimentos e das grandes falhas de impulso.
Quando os movimentos da falha alteram suficientemente a rocha original, ela se transforma em uma rocha de falha frágil. Existem vários tipos de rochas de falha, dependendo, de entre outros factores, da litologia, pressão confinante (profundidade), temperatura, pressão de fluidos e cinemática ao longo do plano de falha. Os principais tipos de rocha de falha incluem:
- Cataclasito — rocha de falha que é coesa com uma estrutura planar pouco desenvolvido ou ausente ou incoeso, caracterizado por clastos e fragmentos de rocha geralmente angulosos numa matriz de composição semelhante e de granulometria mais fina. Os cataclasitos são rochas coesivas, sem estrutura de fluxo, afaníticas, formadas em condições de deformação rúptil ou rúptil-dúctil. Possuem de 50-90% de componentes da matriz. Os formados a menores profundidades originam as brechas de falha;[21]
  - Brecha tectónica ou brecha de falha — cataclasito de granulometria média a grosseira, contendo >30% de fragmentos visíveis à vista desarmada. Se o espaço compreendido entre os blocos é preenchido por detritos de rochas, estas são trituradas pelo movimento dos blocos e formam as brechas de falha. Estas brechas são rochas sem coesão primária, caracterizadas por fragmentos angulosos de tamanhos variáveis dispersos numa matriz fina que ocupa menos de 30% do volume da rocha;[21][24]
  - Farinha de rocha, farinha de falha, goiva de falha ou kakirito — um cataclasito incoesivo, rico em argilas, de granulação fina a ultrafina, que pode possuir uma estrutura petrológica planar (tessitura) e conter <30% de fragmentos visíveis. Podem estar presentes clastos de rocha.[43] Este material é rocha moída no plano de falha que se apresenta friável e pulverulenta e que indica condições termodinâmicas pouco profundas da crosta sem recristalizações dinâmicas que originam rochas como os milonitos e cataclasitos.[44]
    - Farinha de rocha argílica — farinha de rocha muito rica em argilas formada em sequências de sedimentos contendo camadas com composição dominada por argilas que são fortemente deformadas e cisalhadas na falha.
- Milonito — rocha coesa e caracterizada por uma estrutura petrológica planar bem desenvolvido, resultante da redução tectónica do tamanho do grão, que contém geralmente porfiroclastos arredondados e fragmentos de rocha de composição semelhante à dos minerais da matriz;
- Pseudotaquilito — material vítreo de granulação ultrafina, denso, geralmente de cor preta e aspecto de sílex, que ocorre como veios planares finos, veios de injeção ou como matriz de pseudoconglomerados ou brechas, que preenchem fracturas de dilatação na rocha hospedeira. É provável que o pseudoconglomerado se forme apenas como resultado de taxas de deslizamento sísmico e pode atuar como um indicador da taxa de falhamento em falhas inativas.[45] Forma-se por fusão localizada da rocha da parede durante o deslizamento por fricção no movimento da falha. O pseudotaquilito pode mostrar veias de injeção na parede lateral, margens refrigeradas, inclusões da rocha hospedeira e estruturas vítreas.[16]

## Ambientes geológicos geradores de falhas

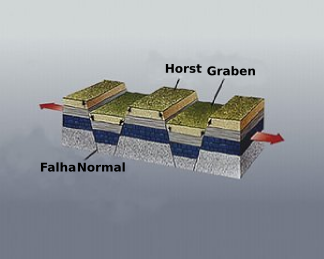
Estruturas geológicas de horst e graben

As falhas são encontradas em vários ambientes tectônicos, sendo associadas a regimes deformacionais compressivos, distensivos e cisalhantes. São feições comuns em cadeias de montanhas modernas e antigas e aparecem em diferentes estágios de sua evolução. São desenvolvidas particularmente no domínio superficial da crosta, onde predominamos mecanismos da deformação rúptil (domínio superficial), ou pelo contraste reológico significativo entre camadas rochosas. A pressão de fluidos nas rochas também favorece a geração ou progressão dessas estruturas.

### Reconhecimento de falhas
Os geólogos reconhecem falhas no campo de diversas maneiras, tanto por evidências diretas como indiretas.
As evidências diretas são observadas em afloramentos ou na superfície do terreno e envolvem o deslocamento de um nível de referência estratigráfico ou a presença de indicadores na superfície da falha que refletem o atrito ocorrido pelo deslocamento dos blocos, como rochas de falha.
Evidências de falhas são também fornecidas indiretamente por meio de métodos geofísicos, critérios geomorfológicos (presença de escarpa de falha, vales característicos, etc.), fotografias aéreas, imagens de satélite, mapas geológicos e topográficos.
Se o movimento relativo for grande, como é o caso da falha transformante de Santo André, as formações rochosas, agora em contato umas com as outras na linha de falha, vão, provavelmente, diferir em litologia e idade.
Para estabelecer a idade do falhamento, os geólogos usam uma ideia simples: falha deve ser mais nova que a mais nova dentre as rochas que ela corta (as rochas deveriam estar lá antes de que pudessem ser falhadas), e mais antiga que a mais antiga das camadas que a recobrem e que não foram por ela deslocadas.
Qualquer plano de falha pode ser completamente descrito com duas medidas: sua direção e seu mergulho. O plano de falha tem uma atitude, definida pela direção e mergulho atuais, que não são necessariamente os mesmos da época do falhamento pois o conjunto pode ser basculado e deformado após a falha ter se formado.

### Falhas e sismos
O acúmulo de energia e a eventual liberação desta em zonas de falhas geológicas é um dos fatores responsáveis pela ocorrência dos terremotos. Surge em função da pressão aplicada por uma força, geralmente as placas tectônicas, em que a pressão exercida excede a capacidade de resistência e plasticidade das camadas rochosas, provocando a sua cisão ou ruptura, podendo gerar também algumas pequenas fraturas em seu entorno.

## Impactos sobre as estruturas e pessoas

### Geotecnia
Em engenharia geotécnica, uma falha forma frequentemente uma descontinuidade que pode ter uma grande influência no comportamento mecânico (resistência, deformação, entre outros parâmetros) do solo e dos maciços rochosos, por exemplo, na construção de túneis, fundações ou taludes e declives.
O nível de atividade de uma falha pode ser crítico para localizar edifícios, tanques e condutas e para avaliar o risco de abalos sísmicos e tsunamis para as infraestruturas e pessoas nas proximidades. Na Califórnia, por exemplo, foi proibida a construção de novos edifícios diretamente sobre ou perto de falhas que se tenham movido durante a época do Holoceno (os últimos 11 700 anos) da história geológica da Terra.
Além disso, as falhas que mostraram movimento durante as épocas do Holoceno e do Pleistoceno (os últimos 2,6 milhões de anos) podem ser consideradas, especialmente para estruturas críticas como centrais eléctricas, barragens, hospitais e escolas. Os geólogos avaliam a idade de uma falha estudando as características do solo vistas em escavações pouco profundas e a geomorfologia vista em fotografias aéreas. As pistas de subsuperfície incluem cisalhamentos e suas relações com nódulos de carbonatos, argilas erodidas e mineralização de óxidos  de ferro, no caso de solos mais antigos, e ausência de tais sinais no caso de solos mais jovens. A datação por radiocarbono de material orgânico enterrado próximo ou sobre uma falha de cisalhamento é muitas vezes fundamental para distinguir falhas ativas de falhas inativas.
A partir destas relações, os paleossismólogos podem estimar a dimensão dos sismos ocorridos nas últimas centenas de anos e desenvolver projecções aproximadas da atividade futura das falhas.

### Falhas e depósitos de minério
Muitos depósitos de minérios encontram-se ou estão associados a falhas. Isso ocorre porque a rocha fraturada associada às zonas de falha permite a ascensão do magma ou a circulação de fluidos contendo minerais. Interseções de falhas quase verticais são frequentemente locais de depósitos significativos de minérios.
Um exemplo de uma falha que alberga valiosos depósitos de pórfiro cuprífero é a Falha de Domeyko, no norte do Chile, com depósitos em Chuquicamata, Collahuasi, El Abra, El Salvador, La Escondida e Potrerillos. Mais a sul, no Chile, a mina de Los Bronces e o depósito de cobre pórfiro El Teniente encontram-se na intersecção de dois sistemas de falhas.
As falhas podem nem sempre atuar como condutas para a superfície. Foi proposto que as falhas profundas mal orientadas podem ser zonas onde os magmas que formam o  pórfiro cuprífero estagnam, atingindo o momento certo para a diferenciação ígnea que produz aquele mineral. Num determinado momento, magmas diferenciados irromperiam violentamente das falhas e dirigir-se-iam para locais mais superficiais da crosta onde se formariam depósitos de cobre pórfiro.

### Águas subterrâneas
Uma vez que as falhas são zonas de fraqueza, facilitam a interação da água com a rocha circundante e aumentam a meteorização química. O aumento da meteorização química aumenta a dimensão da zona meteorizada e, consequentemente, cria mais espaço para a água subterrânea. As zonas de falha actuam como aquífeross e também ajudam no transporte de água subterrânea.